# São Joaquim (métro de São Paulo)
São Joaquim (en portugais : Estação Japão-Liberdade), anciennement Liberdade, est une station de la ligne 1 (Bleue) du métro de São Paulo. Elle est située au 1033 avenida da Liberdade, dans le quartier  Libertade, à São Paulo au Brésil. 
Mise en service en 1975, elle est exploitée par la Companhia do Metropolitano de São Paulo (CMSP), exploitant de la ligne 1.

## Situation sur le réseau

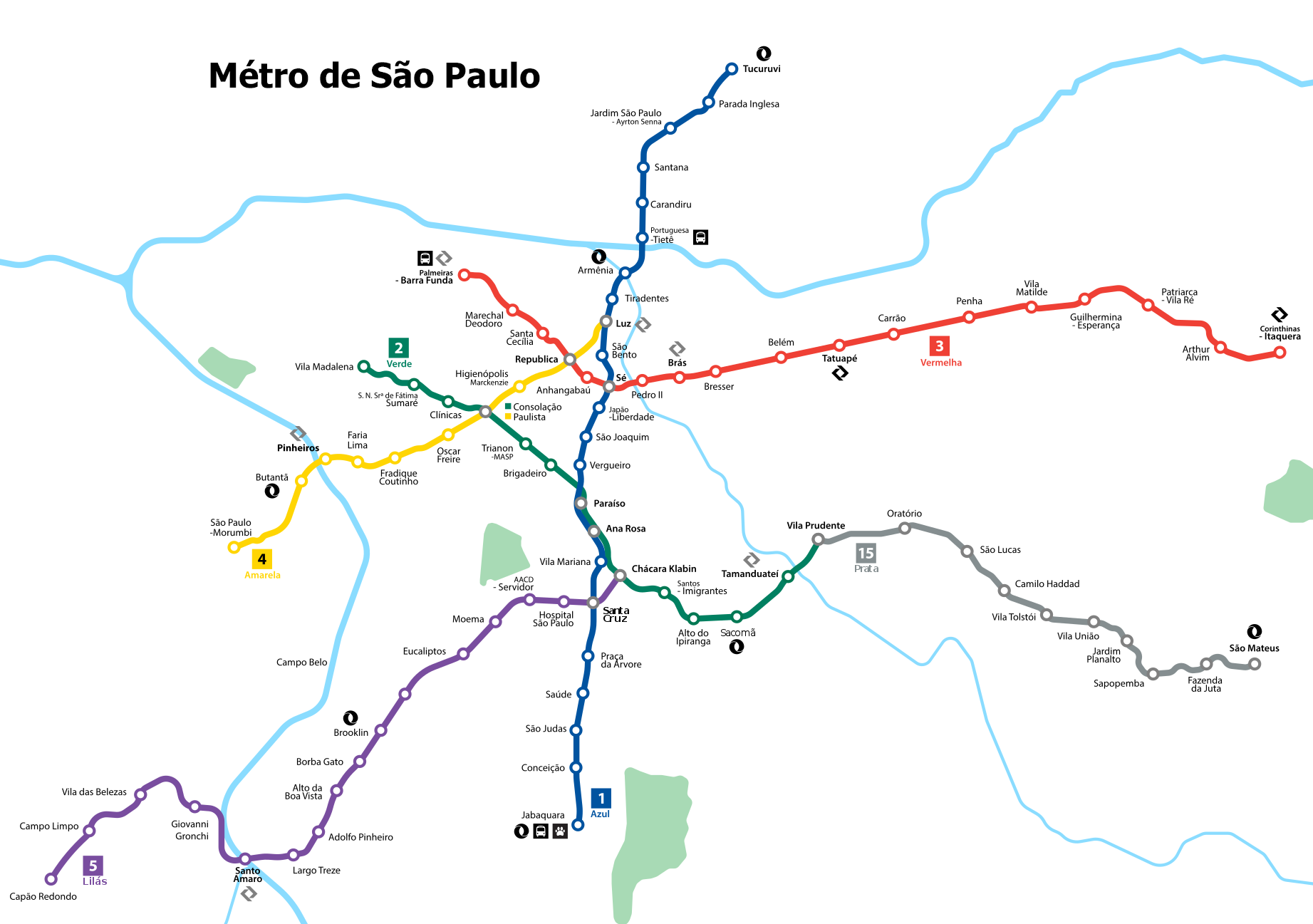
Plan du Métro de São Paulo 2020.

Établie en souterrain, São Joaquim est une station de passage de la ligne 1 du métro de São Paulo (bleue), entre la station Japão-Liberdade, en direction du terminus nord Tucuruvi, et la station Vergueiro, en direction du terminus sud Jabaquara,.
Elle dispose de deux quais latéraux qui encadrent les deux voies de la ligne.

## Histoire

### Projet et travaux
Le projet de la station São Joaquim a été développé entre 1967 et 1968 par l'architecte Flávio Marcondes. L'expropriation des lots pour la construction de la station a été autorisée par le décret municipal 8656 du 16 février 1970. Lors de la division des travaux de la Ligne Nord-Sud en onze lots (réduits par la suite à dix), la station São Joaquim est intégrée au lot 4. Alors que les premiers lots ont commencé en décembre 1968, le lot 4 s'est soldé par une grande controverse lorsqu'il a été initialement remporté par le consortium Metronors. Le consortium Metronors a fini par être accusé d'avoir parmi ses membres la société allemande Hochtief. Celle-ci est l'une des entreprises qui a développé le projet de ligne entre 1967 et 1969 et a fini par être engagée par le métro pour inspecter les travaux. Selon les règles actuelles de l'appel d'offres, elle ne pouvait pas construire une œuvre dont il a conçu et inspecterait le projet. En conséquence, le consortium Metronors est disqualifié et le lot 4 est divisé en 4-Nord et 4-Sud. 
La sous-traitance des travaux, qui aurait dû avoir lieu en septembre 1969, n'a eu lieu qu'en mai 1971, lorsque la Camargo Corrêa a été contracté pour le lot sud (deuxième place dans l'offre annulée précédemment) et l'entreprise de construction Mendes Junior pour le lot Nord. À cette époque, la station São Joaquim est l'une des plus anciennes du projet. Après avoir exigé un rythme intense, le métro annonce, début 1972, que les œuvres ont évolué en dix mois et atteint le même niveau que le reste de la ligne.

### Mise en service
La station São Joaquim est inaugurée le 17 février 1975, dans le cadre de l'inauguration de la section Vila Mariana–Liberdade. C'est une station souterraine, aménagée autour d'une mezzanine de distribution et des quais latéraux. La structure est en béton apparent. Elle dispose d'une surface construite de 6 415 m2 et est prévue pour absorber un transit de 20 000 voyageurs par heure, en heure de pointe

### Depuis la mise en service
En 2010, la station reçoit des ascenseurs pour la rendre entièrement accessible aux personnes à la mobilité réduite.
En 2004, le nombre moyen de voyageurs entrant dans cette station est de 39 000 voyageurs par jour, selon les données de l'exploitant.

## Services aux voyageurs

### Accès et accueil
Son accès principal est situé est situé au 1033 Avenida Libertad, dans le quartier Liberdade. Elle est accessible aux personnes à la mobilité réduite. 

### Desserte
São Joaquim est desservie par les rames de la ligne 1 du métro de São Paulo de 4h40 à 00h00.

Installations et desserte
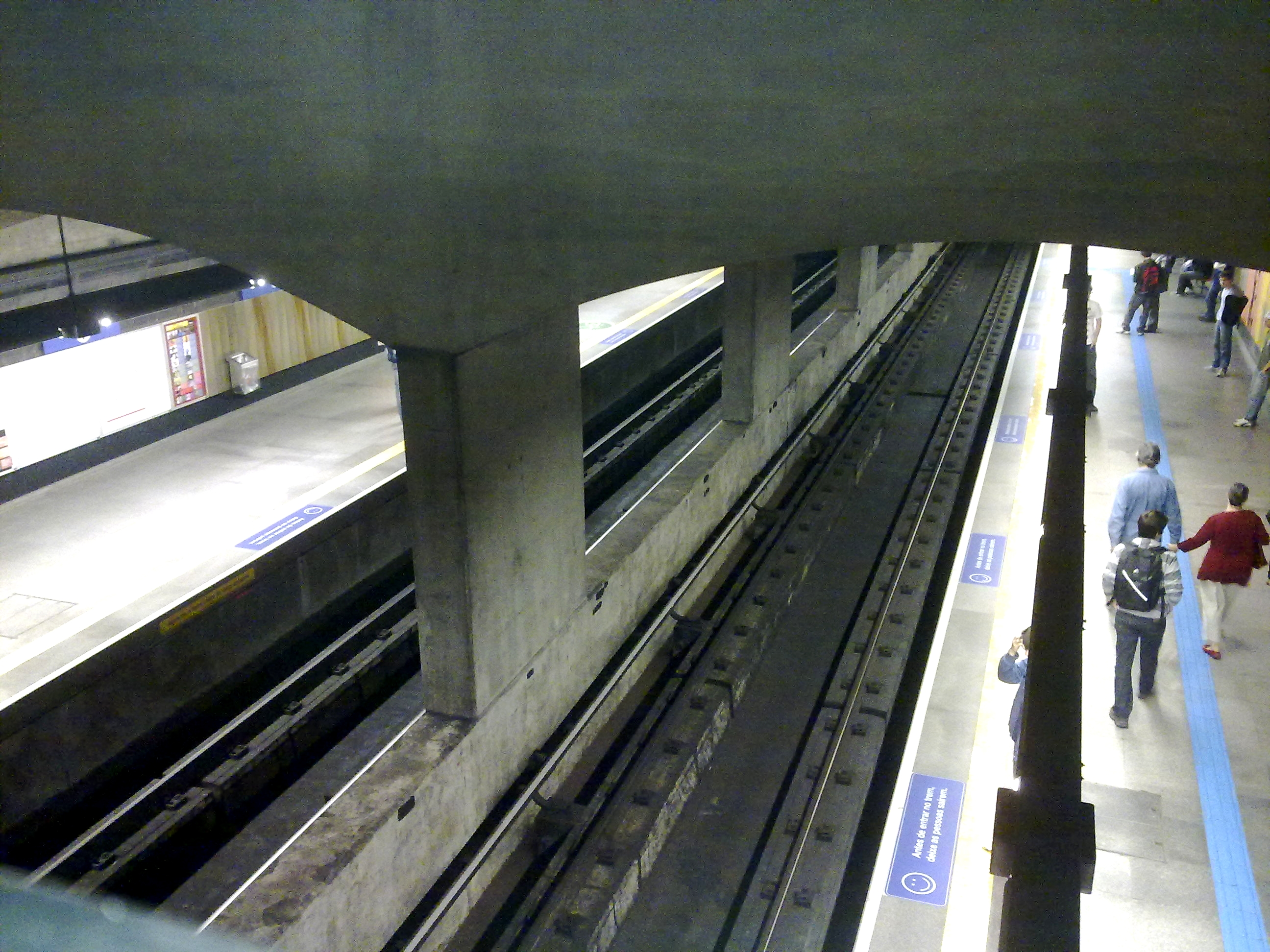
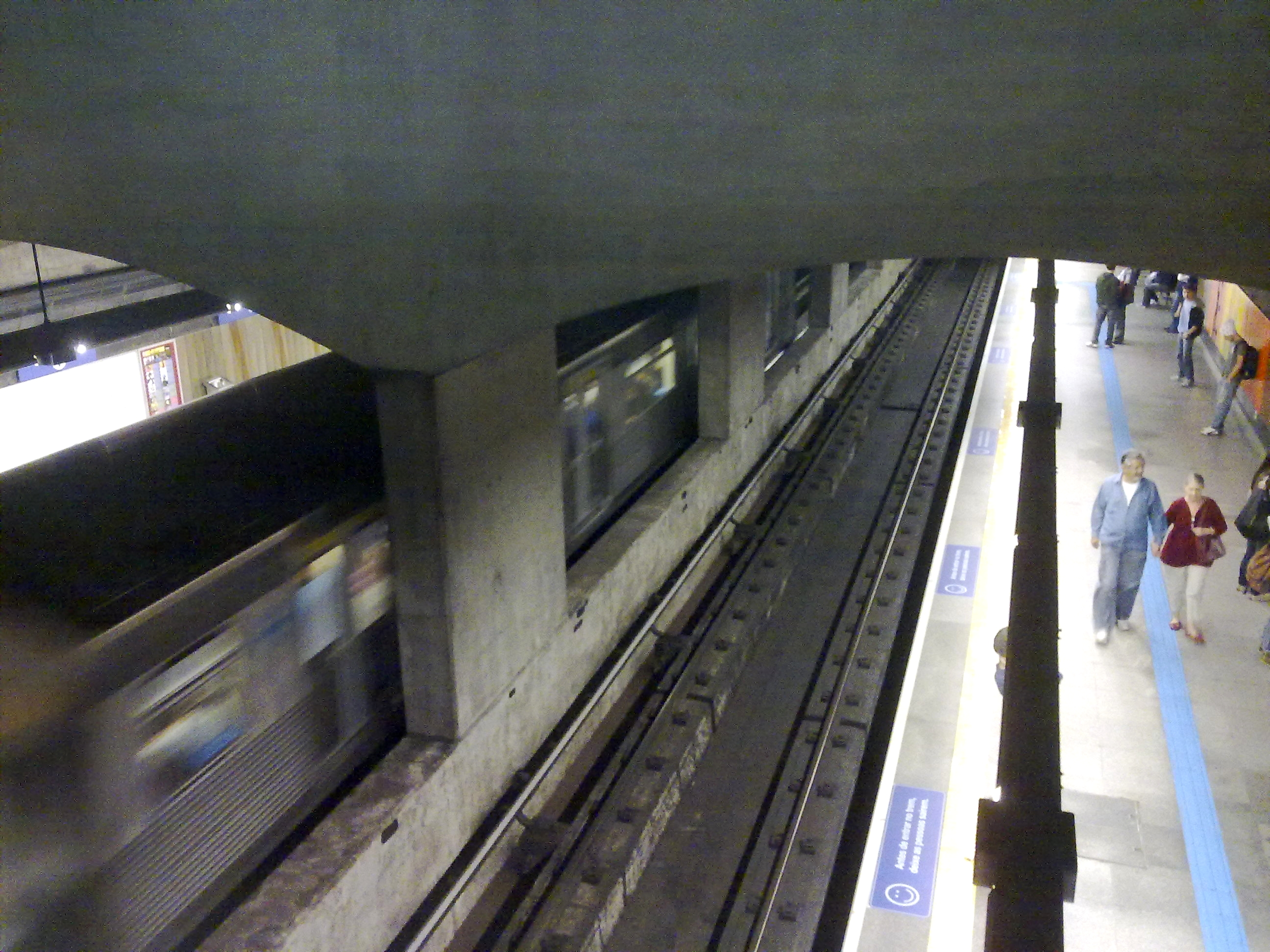

### Intermodalité
À proximité des arrêts de bus sont desservis par les lignes 5290-10 et N604-1.

## Projets
Dans le cadre du projet de desserte par la Ligne 6 - Orange, en avril 2015, la démolition des propriétés expropriées a commencé. Avant l'achèvement de cette étape, le projet a été arrêté en raison du manque de ressources du concessionnaire Move São Paulo, en septembre 2016. Après l'échange de contrôle de la concession de la ligne 6, assumée par le groupe espagnol Acciona, les travaux ont repris le 6 octobre 2020. La prévision pour l'achèvement des travaux est de cinq ans.

## À proximité
- Musée de l'immigration japonaise
- Grande Loge Maçonnique de l'État de São Paulo
- Temple bouddhiste Soto Zenshu de São Paulo